# Paramyxovirinae
Die Paramyxovirinae waren eine Unterfamilie der Virusfamilie Paramyxoviridae mit fünf Gattungen Rubulavirus, Avulavirus, Respirovirus, Henipavirus, Morbillivirus. Seit der Umwandlung der ehemals einzigen anderen Unterfamilie Pneumovirinae in eine eigene Familie Pneumoviridae ist diese Unterfamilie obsolet geworden.
Die Mitglieder der Paramyxovirinae wurden neben ihrer phylogenetischen Nähe untereinander zusammengefasst und aufgrund ihrer Hüllproteine von der zweiten Unterfamilie Pneumovirinae unterschieden. Während die Paramyxovirinae entweder Oberflächenproteine mit einer Hämagglutinin- und/oder eine Neuraminidaseaktivität besaßen, wiesen die Hüllproteine der Pneumovirinae keine dieser Eigenschaften auf.

Das Genom der Paramyxovirinae hatte 6 oder 7 offene Leserahmen und damit 2 bzw. 3 weniger als die Pneumovirinae. Im Gegensatz zu diesen war die Nukleotidzahl der Paramyxovirinae stets durch 6 teilbar („rule of six“), was offenbar auf einem sehr regelmäßigen Verpackungsmechanismus des Genoms in das helikale Kapsid beruht.